# Orson Krennic
El director Orson Callan Krennic es un personaje ficticio de la franquicia Star Wars, interpretado por el actor australiano Ben Mendelsohn en la película de 2016 Rogue One: una historia de Star Wars como el principal antagonista, así como en la segunda temporada de Andor (2025). Krennic es el director de Investigación de Armas Avanzadas para el Imperio Galáctico, y fue presentado en la novela precuela de 2016 Catalyst: A Rogue One Novel de James Luceno. 

## Personaje

### Orígenes
El director creativo de Industrial Light & Magic, John Knoll, acreditado por la historia de Rogue One, le dijo a Vanity Fair en 2016 que concibió la trama de la película mientras trabajaba como supervisor de efectos visuales en la película de 2005 Star Wars: Episodio III - La venganza de los Sith. Concibió una historia, inspirada en un punto de la trama mencionado en el texto inicial de la película original de 1977 Star Wars:Episodio IV - Una nueva esperanza, que acabaría convirtiéndose en Rogue One. En el borrador de la historia, Krennic era un agente doble en el equipo de Jyn Erso que informaba al Departamento de Seguridad Imperial, sin embargo, esto cambió cuando Gary Whitta se incorporó para escribir el guion. Los finales planeados anteriormente para la película presentaban a Krennic sobreviviendo a los eventos en Scarif antes de ser asesinado por Darth Vader por no evitar el robo de los planos de la Estrella de la Muerte. La escena se cortó porque los escritores tuvieron problemas para justificar la razón por la que Krennic habría sobrevivido a la explosión que provocó la Estrella de la Muerte.

### Casting
En marzo de 2015, se anunció que Ben Mendelsohn había sido elegido para un papel principal en Rogue One. Mendelsohn dijo en una entrevista que se enteró de su casting mientras filmaba Bloodline, cenando en un restaurante con el director Gareth Edwards , "Él [Edwards] me contó sobre la historia y me habló sobre el personaje y luego dijo: ' Quiero que lo hagas'". Mendelsohn aceptó inmediatamente.

### Descripción
El personaje de Orson Krennic se representa como un desarrollador de armas imperiales hambriento de poder y despiadado que supervisa la construcción de la Estrella de la Muerte, una estación espacial con la capacidad de destruir un planeta entero. Krennic tiene una rivalidad con el Grand Moff Tarkin, y busca ganarse el favor del Emperador Palpatine.
James Luceno, autor de la novela Catalyst: A Rogue One Novel que presentó a Krennic, dijo: "Orson Krennic se enorgullece de poder salirse con la suya a través de la manipulación y cualquier cosa diabólica que se le ocurra. También tiene la capacidad de mantenerse en pie incluso cuando se le lanzan puñetazos. Puede cambiar de estrategia en medio de las cosas. Esto, combinado con su volatilidad innata, lo convierte en un tipo de villano muy diferente al que hemos visto".
En una entrevista en Collider, Mendelsohn habló de su personaje y dijo: "Básicamente, es un extraño. Es un extraño en la medida en que no es un tipo nato de la clase de oficial, es un tipo que se abrió camino y considera mucho a la clase oficial. Y es un tipo que, por así decirlo, ha superado las cosas, por lo que tiene una gran fuerza de voluntad, también cree mucho en la agenda del Imperio, está muy de acuerdo con ella. Él ascendió hasta convertirse en el jefe de operaciones e inteligencia militar y va a construir esta Estrella de la Muerte".

## Apariciones

### Catalyst
Krennic aparece por primera vez en la novela precuela de 2016 Catalyst: A Rogue One Novel de James Luceno. Es teniente coronel del grupo de Armas Especiales de la República Galáctica, rescata a su viejo amigo Galen Erso, un científico que ha sido secuestrado con su familia por agentes separatistas. Tras la formación del Imperio, Krennic manipula a Galen para que trabaje en el proyecto de la Estrella de la Muerte. La novela también explica el como el interrogatorio de Krennic a Poggle el Menor, un personaje introducido en Star Wars: Episodio II - El ataque de los clones, puso en marcha el proyecto Estrella de la Muerte del Imperio.

### Rogue One
Rogue One: A Star Wars Story se estrenó en diciembre de 2016, con Ben Mendelsohn en el papel de Orson Krennic. Al comienzo de la película, captura a Galen Erso para obligarlo a continuar ayudando al Imperio a construir la Estrella de la Muerte. Más de una década después, Krennic se encuentra con el Gran Moff Tarkin, quien expresa escepticismo sobre su gestión del proyecto de la Estrella de la Muerte. Cuando se completa la Estrella de la Muerte, Krennic prueba su láser en la capital Jedha a pedido de Tarkin, matando al extremista rebelde Saw Gerrera y sus partisanos. Una vez que Krennic ha probado el poder de la estación, Tarkin usa una reciente fuga de seguridad como pretexto para arrebatarle el control del arma. Krennic, furioso por este hecho, viaja a Eadu para confrontar a Galen y su equipo de ingenieros, quienes cree que pueden ser los responsables de la fuga. Después de que Galen confiesa, es herido de muerte durante un ataque rebelde y Krennic huye. Más tarde se encuentra con Darth Vader en Mustafar, buscando una audiencia con Palpatine para recuperar el mando de la Estrella de la Muerte, pero es estrangulado por la Fuerza y despedido para asegurarse de que no haya más violaciones de seguridad relacionadas con el proyecto de la Estrella de la Muerte. Krennic va a Scarif en busca de la información que tuvo Galen cuando los rebeldes se enfrentan a las fuerzas imperiales allí, y envía a sus guardias Death Trooper a la batalla mientras intenta evitar que los rebeldes roben los planos de la Estrella de la Muerte escondidos en las instalaciones imperiales. Krennic dispara y hiere a Cassian Andor, y luego intenta matar a Jyn Erso, pero Andor se recupera y le dispara a Krennic, incapacitándolo. Posteriormente, Krennic es asesinado por el láser de la Estrella de la Muerte cuando dispara contra Scarif por orden de Tarkin.

### Star Wars: The Bad Batch
Krennic aparece en un cameo en la serie aminada Star Wars: The Bad Batch, en el episodio "The Summit", ambientado antes de los eventos de Rogue One.

### Andor
Mendelsohn retoma su papel como Krennic en la segunda temporada de Andor (2025), que tiene lugar en los cuatro años previos a Rogue One.  Recluta a varios oficiales imperiales para ayudar con la extracción de recursos del planeta Ghorman para el nuevo programa de energía del Emperador. La oficial de la ISB, Dedra Meero, crea un plan para iniciar una rebelión contra el Imperio en Ghorman, creando una razón para la subyugación imperial. En secreto, los recursos de Ghorman, junto con los cristales kyber de Jedha, se estaban utilizando para alimentar la Estrella de la Muerte. Más tarde se revela que Meero está comprometida ya que su conocimiento se filtra al líder de la rebelión Luthen Rael. Krennic ordena la búsqueda de Kleya, asistente de Rael, quien escapa y comparte información sobre el "proyecto de energía" con la Rebelión.

### Obras relacionadas y merchandising
Krennic aparece en la novelización cinematográfica de Rogue One de Alexander Freed.
Krennic es un personaje jugable en el videojuego de 2015 Star Wars Battlefront, como parte del paquete de expansión de contenido descargable (DLC) de 2016 Rogue One: Scarif. También aparece como un personaje jugable en el juego de rol móvil por turnos Star Wars: Galaxy of Heroes, clasificado como un apoyo del Imperio que inflige varias desventajas y funciona bien con un Death Trooper. También es un líder de escuadrón del Lado Oscuro en el MOBA Star Wars: Force Arena de 2017 que proporciona un pequeño impulso de energía y también posee una habilidad de ataque de fuego rápido.
Krennic se menciona varias veces en la última temporada de Star Wars Rebels, pero no apareció en la serie debido a una decisión creativa de Dave Filoni. Fue incluido en uno de los primeros borradores del episodio "A Fool's Hope", pero la escena se cortó al principio.
Star Wars: Darth Vader Annual #2 presenta una aparición de Krennic que describe su primer encuentro con Vader y su enemistad con Tarkin.
Krennic aparece en la novela Star Wars: Thrawn: Treason de Timothy Zahn de 2019. Con el telón de fondo de los últimos episodios de Star Wars Rebels, la novela incluye un encuentro entre Krennic y el Gran Almirante Thrawn.

## Recepción
En general, Krennic ha sido recibido positivamente por críticos y fanáticos. Gareth Edwards le dijo a USA Today que le gustaba cómo el personaje era "mucho más de clase trabajadora" y ascendió a las filas "por pura fuerza de personalidad e ideas". En la reseña crítica de la película de Sight & Sound, Tim Hayes escribió: "Aparte de la comadreja Orson Krennic de Ben Mendelsohn... y quizás Donnie Yen como un samurái ciego... las caras no son memorables y los personajes no son excepcionales". Meredith Woerner de Los Ángeles Times llamó a la capa blanca que Krennic usa la "pieza destacada" de la película, y escribió que "despliega un mundo de amenazas simplemente deslizándose sobre una playa ensangrentada o azotando la lluvia sin mostrar ni la más mínima mota de suciedad".
Por el contrario, Joshua Starnes escribió que los fracasos de Krennic contra los rebeldes y la búsqueda de elogios no lo convierten en "un villano particularmente siniestro o efectivo", y la película "lo debilita continuamente como una presencia amenazante".